# Riccardo Meli
Riccardo Meli (* 15. April 2001 in Vico Equense) ist ein italienischer Sprinter, der sich auf den 400-Meter-Lauf spezialisiert hat.

## Sportliche Laufbahn
Erste internationale Erfahrungen sammelte Riccardo Meli im Jahr 2021, als er bei den U20-Europameisterschaften in Tallinn mit 47,83 s im Halbfinale über 400 Meter ausschied und mit der italienischen 4-mal-400-Meter-Staffel in 3:06,07 min die Silbermedaille hinter dem französischen Team. 2023 schied er bei den U23-Europameisterschaften in Espoo mit 46,68 s erneut im Semifinale über 400 Meter aus und siegte in 3:02,49 min im Staffelbewerb. Anschließend schied er bei den Weltmeisterschaften in Budapest mit 3:01,23 min im Vorlauf mit der Staffel aus und verpasste auch in der Mixed-Staffel mtit 3:14,56 min den Finaleinzug. Bei den World Athletics Relays 2024 in Nassau wurde er in 3:16,47 min Vierter in der 2. Qualifikationsrunde der Mixed-Staffel für die Olympischen Spiele und verpasste damit eine Direktqualifikation. Anschließend schied er bei den Europameisterschaften in Rom mit 46,17 s im Vorlauf über 400 Meter aus und gewann mit der Männerstaffel in 3:00,81 min gemeinsam mit Luca Sito, Vladimir Aceti und Edoardo Scotti die Silbermedaille hinter dem belgischen Team.
2023 wurde Meli italienischer Hallenmeister im 400-Meter-Lauf.

## Persönliche Bestleistungen
- 200 Meter: 21,04 s (+2,0 m/s), 11. Juni 2023 in Palermo
- 300 Meter: 33,10 s, 13. April 2024 in Florenz
- 400 Meter: 45,74 s, 1. Juli 2023 in Nembro
  - 400 Meter (Halle): 46,38 s, 18. Februar 2023 in Ancona